# Paléo Festival Nyon
Le Paléo Festival Nyon est le plus grand festival open-air de Suisse et constitue un événement musical majeur en Europe. Chaque été, fin juillet, il propose six jours et six nuits de musique et de spectacles répartis sur six scènes aux styles variés. À la fois tremplin pour jeunes talents et lieu de consécration pour artistes confirmés, Paléo s’est progressivement ouvert à tous les styles musicaux, ainsi qu’aux arts du cirque et de la rue. Festival folk à ses débuts, il accueille aujourd’hui les plus grands noms du hip hop, du rock, de l’électro, de la pop et de la chanson francophone.
Chaque année, 250 000 spectateurs sont au rendez-vous pour assister aux plus de 250 concerts et spectacles organisés au fil des 6 jours du festival.
Depuis 2000, le Paléo affiche systématiquement complet bien avant l'ouverture des portes, souvent quelques jours, voire quelques heures, après la mise en vente des billets. 1 500 entrées supplémentaires sont cependant mises en vente le matin-même des concerts, sur le site internet du festival.
Chaque année, l’organisation de Paléo peut compter sur la participation de plus de 5'000 bénévoles. Ceux-ci contribuent largement à l’esprit et au succès du Festival.

## Organisation et gouvernance
Paléo Arts & Spectacles est une association culturelle à but non lucratif, fondée en 1974. Paléo ne touche pas de subventions et a pour objectif de rester financièrement indépendante tout en demeurant accessible au plus grand nombre. L’organisation du Festival est déléguée à un Comité d’Organisation, chargé de gérer tous les aspects financiers, techniques, administratifs et promotionnels. Composé d’environ 120 personnes – toutes responsables d’un secteur -, le Comité prépare et coordonne le travail des quelque 5'000 collaborateurs bénévoles. Par ailleurs, l’organisation s’appuie tout au long de l’année, sur un bureau permanent d’environ 50 salariés.

## Différentes scènes et capacités
- La « Grande Scène » présente les artistes les plus renommés devant un public de 35 000 personnes.
- « Véga », scène open-air d’une capacité de 20'000 spectateurs, également destinée à accueillir certaines têtes d’affiche.
- le « Dôme », scène couverte consacrée aux « musiques du monde » propose la rencontre d’artistes originaires d’une même région géographique, une destination qui change chaque année. Le chapiteau du Dôme peut accueillir 3'500 personnes et s’inscrit au cœur d’un quartier, le Village du Monde, dont la scénographie et l’offre de nourriture correspondent à la thématique annuelle.
- « Belleville », structure design née en 2022 et essentiellement destinée à la musique électronique sous toutes ses formes. Elle peut faire danser jusqu’à 5'000 spectateurs.
- le « Club Tent », structure couverte de 2 500 places qui invite à la découverte d’artistes prometteurs, notamment issus de la scène suisse.
- la « Ruche », espace d’évasion, accueillant en résidence, des spectacles issus des arts du cirque et de la rue.

Outre ses scènes, le Paléo Festival propose un vaste de choix de mets en provenance du monde entier par l’intermédiaire de quelque 150 stands et restaurants. Cette offre d’hospitalité est complétée par une cinquantaine de bars ainsi qu’un camping gratuit de 9000 places.

## Histoire
Après être parvenue à mettre sur pied des concerts avec des vedettes comme Maxime Le Forestier, Baden Powell ou Claude Nougaro, l’association Paléo Arts & Spectacles (anciennement Folk Club de l’Escalier) s’est lancée en 1976 dans l’organisation du First Folk Festival, dans l’antique salle communale de Nyon. En tête d’affiche, figuraient Malicorne, John Renbourn et Jack Treese avec au bilan, 1 800 spectateurs enthousiastes ! En 1977, le Festival prend l’air et s’installe à Colovray, un site enchanteur à fleur d’eau, sur les rives du lac Léman. Contraint, par des intérêts immobiliers à déménager, le Paléo a pris ses quartiers en 1990, sur l’emblématique site de l’Asse, au nord de Nyon. Un espace plus étendu, qui lui a permis d’atteindre sa dimension actuelle.
Des 1 800 spectateurs et spectatrices de ses débuts aux quelque 250 000 des dernières éditions, le Paléo a engrangé quantité de moments inoubliables, à commencer par quelques concerts de légende. Miles Davis qui tutoie les étoiles en 1990 ou encore Bob Dylan en guest surprise 5 ans plus tard sur la nouvelle scène du Dôme. Depuis, les plus grands artistes ont foulé la plaine de l'Asse, à l'instar de Muse, Manu Chao, Patti Smith, Red Hot Chili Peppers, Stromae, James Brown, Iron Maiden, Depeche Mode, Elton John, Kiss, Pink, Sting, Joan Baez, Johnny Hallyday, Björk, Rosalia ou encore The Cure. Et si la météo a parfois joué les trouble-fêtes, elle a aussi offert des moments d’anthologie, comme un Neil Young transcendé sous une pluie torrentielle, en 2013 comme en 1993 ! Contre vents et marées, Paléo continue d’écrire son histoire de passion, édition après édition.

## Politique environnementale
Dès ses débuts, le Paléo Festival a toujours placé les enjeux de durabilité au cœur de ses préoccupations. Du tri des déchets à la mise à disposition de transports collectifs, en passant par la protection des sols, l’utilisation de 100 % d’énergie verte ou l’implication dans la vie locale et sociale, le Festival s’engage pour une durabilité à 360°. Chaque année de nouvelles actions sont menées afin de limiter l’impact négatif de la manifestation sur la planète.
La politique environnementale de Paléo se développe ainsi dans de nombreux domaines. Elle se traduit notamment par les mesures suivantes :
- Encourager la mobilité douce (accès piétons et vélos) ainsi que les transports en commun via une offre élargie de trains et de bus spéciaux.
- Trier les déchets et limiter le gaspillage alimentaire
- Mettre en place un système de gobelets et de vaisselles réutilisables.
- Se fournir auprès d’entreprises et de partenaires locaux.
- Consommer 100% d’énergie verte
- Économiser l’énergie et l’eau
- Produire un merchandising éthique et écoresponsable

## Nouvel élan en 2022
En 2022, les importants changements de terrain causés par la construction d’un entrepôt ferroviaire en bordure du site, marquent un tournant majeur dans l'histoire du Festival en matière d’urbanisme. Paléo présente un nouveau visage, se réinvente et cette dynamique offre une magnifique opportunité de renforcer ses ambitions dans le domaine de l’écologie. De nouvelles mesures sont prises, avec notamment :
- La mise en place en 2022 d’un système de vaisselle consignée afin de réduire l’emploi de plastique à usage unique.
- L’actualisation du bilan carbone du festival et l’adoption d’une feuille de route environnementale. Objectif : diminuer de 25% les émissions d’ici au 50e festival.
- Le renforcement des mesures existantes en matière de transports, d’alimentation, de protection des sols et de préservation de la biodiversité.

## Programmation et principaux artistes

### Années 1976 à 1979

#### 1976
Étaient présents sur scène, :
2 avril 1976
- Lionel Rocheman
- John Renbourn (en tête d'affiche)
- Hootenanny

3 avril 1976
- Yvan & Daniel Haefliger
- Sarclon ( Suisse)
- Malicorne ( France) (en tête d'affiche)
- Duodenum

4 avril 1976
- Conjoncture
- Guedou
- Jack Treese (en tête d'affiche)
- Amanite Quatuor

#### 1977
Étaient présents sur scène, :
21 juillet 1977
Têtes d'affiches :
- François Béranger ( France)
- Julie Felix ( États-Unis)

Autres artistes invités :
- Pierre Bensusan ( France)
- Connexion ( France)
- Claude & Alex ( Suisse)

22 juillet 1977
Têtes d'affiches :
- Country Joe McDonald ( États-Unis)
- David Bromberg Band ( États-Unis)

Autres artistes invités :
- Derroll Adams ( États-Unis)
- Le Grand Rouge ( France)
- Corrugated Mercury ( Suisse)
- La Kinkerne[5] ( France)

23 juillet 1977
Têtes d'affiches :
- Malicorne ( France)
- Gentiane ( France)
- Bill Keith Band ( États-Unis)

Autres artistes invités :
- Pigsty Hill Light Orchestra (Grande-Bretagne)
- Amanite ( Suisse)
- Country Ramblers ( Suisse)
- Guedou ( Suisse)

24 juillet 1977
Têtes d'affiches :
- Marcel Dadi ( France)
- Aristide Padygros ( Suisse)
- Kolinda ( Hongrie)

Autres artistes invités :
- Bluegrass Long Distance ( France)
- Tarot ( Suisse)
- Yvan & Daniel Haefliger ( Suisse)

#### 1978
L'affiche de cette 3e édition du festival annonce : « 4 jours de musique, deux scènes, des ateliers, hootenanny, camping gratuit, bals folk, piscine gratuite (avec abonnement) et 35 groupes invités »,.
20 juillet 1978
Têtes d'affiches :
- Richie Havens ( États-Unis)
- Buffy Sainte Marie ( États-Unis)
- La Bamboche ( France)

Autres artistes invités :
- Bayou Sauvage ( France)
- Clannad ( Irlande)
- Joanna Carlin ( Royaume-Uni)
- Big Joe Band ( Danemark?)
- Kapricorn ( Suisse)

21 juillet 1978
Têtes d'affiches :
- Tom Paxton ( États-Unis)
- The Chieftains ( Irlande)
- Five Hand Reel ( Écosse/ Angleterre/ Irlande)

Autres artistes invités :
- André Bialek ( Belgique)
- René Werneer et l'Habit de Plumes ( France)
- La Kinkerne ( France)
- Jørgen Skammeritz ( Danemark)
- Ossian ( Irlande)

22 juillet 1978
Têtes d'affiches :
- Fairport Convention ( Royaume-Uni)
- Tri Yann ( France)
- Red Clay Ramblers ( États-Unis)

Autres artistes invités :
- José Barrense-Dias ( Brésil)
- June Tabor Band ( Royaume-Uni)
- Michel Buzzi & Gaston Schaefer ( Suisse)
- John Kirkbride ( Royaume-Uni)
- Pfuri, Gorps & Kniri ( Suisse)
- Claque Galoche ( France)

23 juillet 1978
Têtes d'affiches :
- Ralph McTell ( Royaume-Uni)
- Gwendal ( France)
- Na Fili ( Irlande)

Autres artistes invités :
- Ward & Fedrizzi ( France)
- Machin ( France)
- Sarclon ( Suisse)
- Le Clou ( France)
- Patchwork ( Suisse)
- Telephone Bill & The Smooth Operators ( Royaume-Uni)
- Dougie MacLean ( Écosse) & Alan Roberts ( Irlande)

#### 1979
- Alain Souchon ( France)
- Georges Moustaki ( France)
- Laurent Voulzy ( France)
- Planxty  ( Irlande)

### Années 1980 à 1989

#### 1980
- Catherine Lara ( France)
- Stephen Stills ( États-Unis)
- Richie Havens ( États-Unis)
- Michel Bühler ( Suisse)

#### 1981
- Bernard Lavilliers ( France)
- John Mayall ( Royaume-Uni)
- Garolou ( Canada)

#### 1982
- Joan Baez ( États-Unis)
- Joe Jackson ( Royaume-Uni)
- Francis Lalanne ( France)

#### 1983
- Henri Dès ( Suisse)
- Maxime Le Forestier ( France)
- Renaud ( France)
- Téka Band ( Hongrie)

#### 1984
- Gilberto Gil ( Brésil)
- Jacques Higelin ( France)
- CharlÉlie Couture ( France)
- The Stray Cats ( États-Unis)
- Alan Stivell ( France)
- Sarclo ( Suisse)
- Pino Daniele ( Italie)

#### 1985
- B. B. King ( États-Unis)
- Claude Nougaro ( France)
- Bernard Lavilliers ( France)
- Maurane ( Belgique)
- Michel Jonasz ( France)
- Téléphone ( France)
- The Cure ( Royaume-Uni)
- Toots and the Maytals ( Jamaïque)
- Luther Allison ( États-Unis)

#### 1986
- Indochine ( France)
- James Brown ( États-Unis)
- Nina Hagen ( Allemagne)
- Véronique Sanson ( France)
- Alpha Blondy ( Côte d'Ivoire)
- Hubert-Félix Thiéfaine ( France)

#### 1987
- The Beach Boys ( États-Unis)
- Gilberto Gil ( Brésil)
- Status Quo ( Royaume-Uni)
- Chuck Berry ( États-Unis)
- The Pogues ( Irlande)

#### 1988
- Joan Baez ( États-Unis)
- Ray Charles ( États-Unis)
- Stephan Eicher ( Suisse)
- Zucchero ( Italie)

#### 1989
- Charles Trenet ( France)
- Joe Cocker ( Royaume-Uni)
- Bernard Lavilliers ( France)
- Noir Désir ( France)
- Santana ( Mexique -  États-Unis)
- Mano Negra ( France)

### Années 1990 à 1999

#### 1990
- Claude Nougaro ( France)
- Georges Moustaki ( France)
- Robert Charlebois ( Canada)
- Henri Dès ( Suisse)
- Miles Davis ( États-Unis)
- Sarclo ( Suisse)

#### 1991
- Paul Simon ( États-Unis)
- The Blues Brothers ( États-Unis)[8]
- Eddy Mitchell ( France)
- François Silvant ( Suisse)
- Joe Cocker ( Royaume-Uni)
- Juliette Gréco ( France)
- Mano Negra ( France)
- Sarclo ( Suisse)

#### 1992
- MC Solaar ( France)
- Jethro Tull ( Royaume-Uni)
- Youssou N'Dour ( Sénégal)
- Bernard Lavilliers ( France)
- Jacques Higelin ( France)

#### 1993
- Iggy Pop ( États-Unis)
- Jean-Louis Aubert ( France)
- Jimmy Cliff ( Jamaïque)
- Michel Jonasz ( France)
- Noir Désir ( France)

#### 1994
- Arno ( Belgique)
- Ben Harper ( États-Unis)
- Eddy Mitchell ( France)
- Henri Dès ( Suisse)
- IAM ( France)
- INXS ( Australie)
- Joan Baez ( États-Unis)
- Julien Clerc ( France)
- Khaled ( Algérie)
- Stephan Eicher ( Suisse)
- Thomas Fersen ( France)
- Véronique Sanson ( France)

#### 1995
Du 25 au 30 juillet 1995.
Plus de 200 000 spectateurs célèbrent le 20e anniversaire du Festival. Quelques nouveautés : une quatrième scène baptisée Le Dôme et un site agrandi à 100 000 m2.
- Bob Dylan ( États-Unis)
- Alain Souchon ( France)
- Axelle Red ( Belgique)
- Gérald de Palmas ( France)
- Joe Cocker ( Royaume-Uni)
- MC Solaar ( France)
- No One Is Innocent ( France)
- Ray Charles ( États-Unis)
- William Sheller ( France)
- Incognito ( Royaume-Uni)
- Youssou N'Dour ( Sénégal)

#### 1996
- Patti Smith ( États-Unis)
- Lou Reed ( États-Unis)
- Ben Harper ( États-Unis)
- Jimmy Cliff ( Jamaïque)
- Johnny Hallyday ( France)
- K's Choice ( Belgique)
- Les Colocs ( Canada)
- Les Innocents ( France)
- Michel Fugain ( France)
- Maxime Le Forestier ( France)
- Miossec ( France)
- Rachid Taha ( France -  Algérie)
- Renaud ( France)
- NTM ( France)
- Zebda ( France)
- ZZ Top ( États-Unis)

#### 1997
- Placebo ( Royaume-Uni)
- Pascal Obispo ( France)
- Jane Birkin ( Royaume-Uni)
- Jamiroquai ( Royaume-Uni)
- Texas ( Royaume-Uni)
- Sinéad O'Connor ( Irlande)
- Eddy Mitchell ( France)
- IAM ( France)
- Khaled ( Algérie)
- Mass Hysteria ( France)
- Noir Désir ( France)
- Michel Jonasz ( France)
- Shaggy ( Jamaïque)
- Mathieu Boogaerts ( France)

#### 1998
- Charles Trenet ( France)
- Louise Attaque ( France)
- Claude Nougaro ( France)
- Dolly ( France)
- Eagle-Eye Cherry ( Suède-États-Unis)
- IAM ( France)
- Faudel ( France)
- K's Choice ( Belgique)
- Jean-Louis Aubert ( France)
- Joe Cocker ( Royaume-Uni)
- Julien Clerc ( France)
- Têtes Raides ( France)
- -M- ( France)
- MC Solaar ( France)
- Patricia Kaas ( France)
- Sinsemilia ( France)
- The Prodigy ( Royaume-Uni)
- The Wailers( Jamaïque)
- Alan Stivell ( France)

#### 1999
- Charles Aznavour ( France)
- Zazie ( France)
- Ben Harper ( États-Unis)
- Garbage ( Écosse -  États-Unis)
- Gotthard ( Suisse)
- Iggy Pop ( États-Unis)
- Pierpoljak ( France)
- Zebda ( France)
- Tryo ( France)
- Bryan Adams ( Canada)
- Cesária Évora ( Cap-Vert)
- Sarclo ( Suisse)

### Années 2000 à 2009

#### 2000
- Muse ( Royaume-Uni)
- Patrick Bruel ( France)
- Renaud ( France)
- Ska-P ( Espagne)
- The Bloodhound Gang ( États-Unis)
- Louise Attaque ( France)
- -M- ( France)
- Stephan Eicher ( Suisse)
- Mass Hysteria ( France)
- Miossec ( France)
- Mickey 3D ( France)
- Noir Désir ( France)
- Damien Saez ( France)
- Oasis ( Royaume-Uni)
- Pierre Perret ( France)

#### 2001
- Texas ( Royaume-Uni)
- Manu Chao ( France)
- Lynda Lemay ( Canada)
- Henri Salvador ( France)
- Placebo ( Royaume-Uni)
- Pascal Obispo ( France)
- Vanessa Paradis ( France)
- Ben Harper ( États-Unis)
- Gérald de Palmas ( France)
- Claude Nougaro ( France)
- Mickey 3D ( France)
- Ash (Irlande du Nord)

#### 2002
- Arno ( Belgique)
- Indochine ( France)
- James Brown ( États-Unis)
- Jane Birkin ( Royaume-Uni)
- Dionysos ( France)
- Pet Shop Boys ( Royaume-Uni)
- Luke ( France)
- Noir Désir ( France)
- Supertramp ( Royaume-Uni)
- Pleymo ( France)
- Damien Saez ( France)
- The Cure ( Royaume-Uni)
- Tiziano Ferro ( Italie)
- Zucchero ( Italie)
- Yannick Noah ( France)
- Bénabar ( France)
- Bernard Lavilliers ( France)
- Christophe ( France)
- MC Solaar ( France)
- Yann Tiersen ( France)
- Brigitte Fontaine ( France)
- Miossec ( France)
- Cesária Évora ( Cap-Vert)
- Sanseverino ( France)
- Gustav ( Suisse)

#### 2003
- R.E.M. ( États-Unis)
- Massive Attack ( Royaume-Uni)
- Alanis Morissette ( Canada)
- Zazie ( France)
- Patrick Bruel ( France)
- Caesars ( Suède)
- Eskobar ( Suède)
- Ibrahim Ferrer ( Cuba)
- Jean-Louis Aubert ( France)
- Jérémie Kisling ( Suisse)
- Jéronimo ( Belgique)
- Jimmy Cliff ( Jamaïque)
- Laurent Voulzy ( France)
- Kyo ( France)
- Mickey 3D ( France)
- Marc Lavoine ( France)
- Renaud ( France)
- Nada Surf ( États-Unis)
- Ska-P ( Espagne)
- Superbus ( France)
- The Cardigans ( Suède)
- Tryo ( France)
- Travis (Écosse)
- Salif Keita ( Mali)
- Bénabar ( France)

#### 2004
- Peter Gabriel ( Royaume-Uni)
- -M- ( France)
- Cali ( France)
- Muse ( Royaume-Uni)
- Dionysos ( France)
- Garou ( Canada)
- The Darkness ( Royaume-Uni)
- Eros Ramazzotti ( Italie)
- Texas ( Royaume-Uni)
- Patti Smith ( États-Unis)
- The Charlatans ( Royaume-Uni)
- Georges Moustaki ( France)
- IAM ( France)
- Jamel Debbouze ( France)
- Pascal Obispo ( France)
- A.S. Dragon ( France)
- Tété ( France)
- Diam's ( France)
- Jacques Higelin ( France)
- Stephan Eicher ( Suisse)
- Émilie Simon ( France)
- Rammstein ( Allemagne)

#### 2005
- Franz Ferdinand ( Écosse)
- Rammstein ( Allemagne)
- Kyo ( France)
- Hugues Aufray ( France)
- Lenny Kravitz ( États-Unis)
- Sinsemilia ( France)
- Jamiroquai ( Royaume-Uni)
- Sum 41 ( Canada)
- Ravi Shankar ( Inde)
- Calogero ( France)
- Faithless ( Royaume-Uni)
- Juliette ( France)
- Louis Bertignac ( France)
- Luke ( France)
- Starsailor ( Royaume-Uni)
- Mickey 3D ( France)
- Kool Shen ( France)
- Bernard Lavilliers ( France)
- Tiken Jah Fakoly ( Côte d'Ivoire)
- Daniel Darc ( France)
- Leslie Feist ( Canada)
- Vincent Delerm ( France)
- George Clinton ( États-Unis)
- Swab ( Suisse)

#### 2006
- Depeche Mode ( Royaume-Uni)
- Ben Harper ( États-Unis)
- Pixies ( États-Unis)
- The Who ( Royaume-Uni)
- Tracy Chapman ( États-Unis)
- Placebo ( Royaume-Uni)
- Louise Attaque ( France)
- Dionysos ( France)
- Indochine ( France)
- Cali ( France)
- Raphael ( France)
- Ziggy Marley ( Jamaïque)
- Amadou et Mariam ( Mali)
- Maxime Le Forestier chante Georges Brassens ( France)
- Bénabar ( France)
- Joseph d'Anvers ( France)
- Anaïs ( France)
- Philippe Katerine ( France)
- The Dandy Warhols ( États-Unis)
- Goldfrapp ( Royaume-Uni)
- Les Wampas ( France)
- Les Cowboys Fringants ( Canada)
- Goran Bregović (Yougoslavie)
- Editors ( Royaume-Uni)
- Jack the Ripper (groupe) ( France)
- The Rakes ( Royaume-Uni)
- Feeder ( Royaume-Uni)
- Arthur H ( France)
- Olivia Ruiz ( France)
- Grand Corps Malade ( France)
- Diam's ( France)
- DJ Zebra ( France)
- Psy 4 De La Rime ( France)
- Balkan Beat Box ( Israël -  États-Unis)
- Joseph Arthur ( États-Unis)
- Rhesus ( France)
- Dub Incorporation ( France)
- High Tone ( France)

#### 2007
Mardi 24 juillet 2007
- Muse ( Royaume-Uni)
- Arctic Monkeys ( Royaume-Uni)
- !!! ( États-Unis)
- Jean-Louis Murat ( France)
- Aldebert ( France)
- Pierre Lapointe ( Canada)
- Rachid Taha ( France -  Algérie)
- Donavon Frankenreiter ( États-Unis)
- Naast ( France)
- Galaxie ( Canada)
- The Mondrians
- Solartones
- Camp
- Solange La Frange
- Hoba Hoba Spirit ( Maroc)
- Daoud

Mercredi 25 juillet 2007
- Björk ( Islande)
- Arcade Fire ( Canada)
- Arno ( Belgique)
- Clap Your Hands Say Yeah ( États-Unis)
- Midlake
- Eiffel ( France)
- AaRON ( France)
- Donavon Frankenreiter ( États-Unis)
- Izabo ( Israël)
- Reverse Engineering
- Kruger ( Suisse)
- Cataract
- The revolutionary guard
- Malouma
- Gnaouas Hassan Boussou
- Hoba Hoba Spirit ( Maroc)

Jeudi 26 juillet 2007
- P!nk ( États-Unis)
- Robert Plant ( Royaume-Uni)
- Laurent Voulzy ( France)
- Grand Corps Malade ( France)
- JoeyStarr ( France)
- Fancy
- Alamo Race Track ( Pays-Bas)
- Redwood
- Catcha
- Rez-edit
- Stress ( Suisse)
- Oxmo Puccino & The Jazzbastards ( France)
- Wax Tailor ( France)
- Beat Assailant
- Jonas ( Canada)
- Daby Touré
- Marzoug
- Les Boukakes

Vendredi 27 juillet 2007
- Zucchero ( Italie)
- Lynda Lemay ( Canada)
- Ridan ( France)
- Idir ( Algérie)
- Renan Luce ( France)
- Adrienne Pauly ( France)
- Ayọ ( Allemagne)
- Akli D
- Groundation ( États-Unis)
- Mumm-ra
- Stuck in the Sound ( France)
- Bitty McLean feat. Sly & Robbie
- Inna Crisis ( Suisse)
- Shabani & the burnin' birds
- Zion's Power
- Solida sound
- Djura ( Algérie)

Samedi 28 juillet 2007
- Tryo ( France)
- Gad Elmaleh ( France)
- Air ( France)
- Sanseverino ( France)
- Emily Loizeau ( France)
- The Young Gods ( Suisse)
- Cassius ( France)
- The view
- Mumm-ra
- Stuck in the Sound ( France)
- DJ Moule
- Aloan
- My band
- Downless
- Rude Music Sélection
- Tinariwen ( Mali)
- Tartit ( Mali)
- Toumast ( Niger)

Dimanche 29 juillet 2007
- Renaud ( France)
- Zazie ( France)
- Gogol Bordello ( États-Unis)
- Natacha Atlas (Royaume-Uni- Égypte-Belgique)
- Katel ( France)
- Rose ( France)
- The Locos ( Espagne)
- La Ruda ( France)
- Navel
- DJ Moule
- Brainless
- Funky rabbit
- Ill dubio & Ketepica
- Messa di Gloria de Puccini
- Les Musiciens du Nil
- Zaïla
- Feuerwerk

#### 2008
Fin mars 2008, un faux programme a été réalisé par un jeune homme de 18 ans « pour épater ses copains » et s'est retrouvé sur Internet. Quelques jours après les faits, le responsable s'est dénoncé et a communiqué ses excuses aux organisateurs qui ont renoncé à toute poursuite contre lui.
Selon le communiqué de presse du Paléo festival, 50 % des artistes signalés dans canular seront effectivement à L'Asse.
Mardi 22 juillet 2008
- Barbatuques
- BB Brunes
- Ben Harper & The Innocent Criminals
- Blood Red Shoes
- Cali
- dEUS
- Love motel
- Marvin
- Nneka
- Pete and the Pirates
- REdbACK
- Siba e a Fuloresta
- Solange La Frange
- The Hives
- Vanessa da Mata
- Young Knives

Mercredi 23 juillet 2008
- Barbatuques
- Bonde do Rolê
- Caribou
- Girls in Hawaii
- Goose
- I'm from Barcelona
- Justice
- Micky Green
- Mika
- Nneka
- Patrick Watson
- Rosqo
- Round Table Knights
- Siba e a Fuloresta
- Summer Went Too Soon
- The Dodoz
- The Raveonettes

Jeudi 24 juillet 2008
- Aṣa
- Asher Selector
- boTECOeletro
- Brisa Roché
- Chapter
- DJ Dolores
- Dub Inc.
- Firewater
- Junior Tshaka
- Manu Chao & Radio Bemba Sound System
- Mayra Andrade
- Moonraisers
- Ramiro Musotto
- Seun Kuti
- The Dodoz
- The Kissaway Trail
- Tiken Jah Fakoly

Vendredi 25 juillet 2008
- Alexandre Kinn
- boTECOeletro
- Constance Verluca
- Daniel Darc
- Dorian Gray
- Grand Corps Malade
- Greis (de)
- Grooves
- IAM
- Kassette
- Keny Arkana
- Marcelo D2
- Massive Attack
- Missill
- Ramiro Musotto
- Silvério Pessoa
- Thomas Dutronc
- Toufo
- Yelle

Samedi 26 juillet 2008
- Alain Bashung
- Alenko
- Cocoon
- Coming Soon
- DJ Sandrinho
- Étienne Daho
- K.O.L.O
- K
- Minor Majority
- Nicolas Fraissinet
- Olodum
- Open Season
- Ours
- Sharko
- Silvério Pessoa
- The Dø
- Vanessa Paradis
- Zebramix

Dimanche 27 juillet 2008
- Cocoon
- Coming Soon
- Dionysos
- Favez
- Gypsy Sound System
- José Barrense-Dias
- Moleque de Rua
- Orchestre de chambre de Genève
- Orquestra do Fubá
- R.E.M.
- Redwood
- The Passengers
- To The Vanishing Point
- Vive la Fête
- Yael Naim

#### 2009
Le thème du « Village du Monde » est l'Inde.
Mardi 21 juillet 2009
- Anaïs
- Daily Bread
- Girls In The Kitchen
- Gossip
- Izia
- Julien Doré
- Kaiser Chiefs
- La Chanson du Dimanche
- Dhoad gitans du Rajasthan
- Masaladosa
- Peter Kernel
- Placebo
- Sophie Hunger
- The Bianca Story
- The V.AC.
- Trilok Gurtu
- White Lies

Mercredi 22 juillet 2009
- Bonaparte
- Commodor
- Dhabi
- Franz Ferdinand
- Ghinzu
- Kiran Ahluwalia
- Olli & the Bollywood Orchestra
- Pascale Picard Band
- Peter von Poehl
- The Black Box Revelation
- The Prodigy
- The Ting Tings
- The Young Gods
- Thomas More Project
- Yodelice

Jeudi 23 juillet 2009
- 2 Many DJ's
- Achanak
- Alborosie
- Amy Macdonald
- Brutus
- Heidi Happy
- Hugh Coltman
- Karkwa
- Kiran Ahluwalia
- La Pulqueria
- La Route Des Fils Du Vent
- Naive New Beaters
- Omar Perry & Homegrown Band
- Rodrigo y Gabriela
- Takana Zion
- Tim & Puma Mimi

Vendredi 24 juillet 2009
- Achanak
- Charlie Winston
- Erik Truffaz & Malcolm Braff
- Fatboy Slim, en remplacement de l'annulation de NTM
- Jaipur Maharaja Brass Band
- Josef Of The Fountain
- Karsh Kale & MIDIval Punditz
- La Casa
- La Pulqueria
- La Rue Kétanou
- Naive New Beaters
- Pep's
- Peter Doherty
- Ska Nerfs
- Ska-P
- Toboggan
- Tumi And The Volume
- TV on the Radio
- Zone libre vs Casey & B. James

Samedi 25 juillet 2009
- Ayọ
- Caravan Palace
- Cold War Kids
- DatA
- Debout sur le Zinc
- Evelinn Trouble & Trespassers
- Francis Cabrel
- Grace
- Jaipur Maharaja Brass Band
- Karsh Kale & MIDIval Punditz
- Kate Wax
- La Grande Sophie
- Les Ogres de Barback
- Musafir - Gypsies of Rajasthan
- Nancy Glowbus
- Raghunath Manet
- Santigold
- The Proteins
- Tracy Chapman
- Zedrus

Dimanche 26 juillet 2009
- Abd al Malik
- Anis
- Bénabar
- Caravan Palace
- Cœur de pirate
- Peter Roesel - Concerto pour piano no 5 de Beethoven
- La Gale et Rynox
- Masaladosa
- Milón Méla
- Musafir - Gypsies of Rajasthan
- Oxmo Puccino
- Raphael
- Trip In
- Tweek
- Zaza Fournier

### Années 2010 à 2019

#### 2010
Le thème du « Village du Monde » est l'Afrique australe.

##### 20 juillet
- NTM
- N*E*R*D
- Le Peuple de l'herbe
- Danakil
- Mahotella Queens
- 340ML
- EJ von LYRIK
- Iggy and the Stooges
- Motörhead
- Saez
- Two Door Cinema Club
- We Have Band
- Ärtonwall feat. Malcolm Braff
- Gurrumul
- Gush
- The Experimental Tropic Blues Band
- Disco Doom
- Private Garden

##### 21 juillet
- M
- Olivia Ruiz
- Benjamin Biolay
- The Very Best
- Mahotella Quenns
- EJ von LYRIC
- Charlie Winston
- Laurent Garnier LIVE
- Foals
- Baddies
- Asaf Avidan & The Mojos
- The Experimental Tropic Blues Band
- Stevans
- Mark Berbue
- My heart belongs to Cecilia Winter
- Rectangle

##### 22 juillet
- Crosby, Stills & Nash
- Hugues Aufray
- Archive
- Gaëtan Roussel
- Vitalic V Mirror Live
- Milow
- Fanfarlo
- Beast
- Revolver
- Madjo
- Okou
- Hemlock Smith
- The Awkwards
- Johnny Clegg
- Hugh Masekela
- Frédéric Galliano and the African Divas
- Dizu Plaatjies

##### 23 juillet
- Jamiroquai
- Gentleman & The Evolution
- Diam's
- Sens Unik
- Inna de Yard
- Hocus Pocus
- The Heavy
- General Elektriks
- The Narcicyst
- Junior Tshaka
- Aloan
- Mark Kelly
- Filewile
- MyKungFu
- Kya Bamba
- Ben Sharpa
- Lindigo
- Damily

##### 24 juillet
- Jacques Dutronc
- Da Silva
- Jérémie Kisling
- Ladysmith Black Mambazo
- Freshlyground
- MoZuluart
- Playdoe
- Paolo Nutini
- Klaxons
- The John Butler Trio
- Mr. Oizo
- Piers Faccini
- Solange La Frange
- Kap Bambino
- The Giant Robots
- Puggy
- Chapelier Fou
- The Rambling Wheels
- Laure Perret

##### 25 juillet
- Indochine
- Alain Souchon
- Renan Luce
- Féfé
- Pierre Lautomne
- Carrousel
- Staff Benda Bilili
- Ubuhle be Afrika
- Mozuluart
- Yuksek

#### 2011
Le thème du « Village du Monde » est la Caraïbe.
Le 23 juillet 2011, la chanteuse Amy Winehouse devait se produire au Paléo, mais en raison de ses problèmes de santé, elle avait annulé son concert au mois de juin ; c'est ce jour-là qu'elle est retrouvée morte à son domicile de Londres. C'est le chanteur Mika qui la remplaça sur la grande scène. Il lui dédia le concert.

##### 19 juillet
- Cali
- Philippe Katerine
- Zaz
- Jack Johnson
- The National
- Bloody Beetroots

##### 20 juillet
- Portishead
- AaRON
- The Chemical Brothers

##### 21 juillet
- The Strokes
- PJ Harvey
- Jean-Louis Aubert
- The Dø
- Anna Calvi

##### 22 juillet
- James Blunt
- Stromae
- Les Cowboys fringants
- Soprano

##### 23 juillet
- Mika
- Moriarty
- Selah Sue
- Irma
- Robert Plant

##### 24 juillet
- Eddy Mitchell
- Jamel Debbouze
- Yaël Naïm
- Camélia Jordana
- Cocoon

#### 2012
Le thème du Village du Monde est le Moyen-Orient.

##### 17 juillet
- Manu Chao
- Franz Ferdinand
- Hubert-Félix Thiéfaine
- M83
- Foreign Beggars
- Camille
- Brigitte
- Omar Souleyman
- Kurt Vile
- Hanni El Khatib
- Gablé
- Peter Kernel
- 7 Dollar Taxi
- The Sound of Fridge
- Shake it Maschine
- The Alaev Family
- Baba Zula

##### 18 juillet
- The Cure
- Justice
- Natacha Atlas
- Dionysos
- Bon Iver
- Dominique A
- Miles Kane
- Warpaint
- Other Lives
- Boy
- Givers
- Christine
- Buvette
- The Deadline Experience
- Francis Francis
- The Alaev Family
- Broukar

##### 19 juillet
- Sting
- Stephan Eicher
- Caravan Palace
- Chinese Man
- Groundation
- Raggasonic
- Le Trio Joubran
- Nadeah
- Xewin feat. Yarah Bravo & Bobby Johnson
- Orchestre tout puissant Marcel Duchamp
- Hollie Cook
- A State of Mind
- Blitz the Ambassador
- Hamelmal Abate & Imperial Tiger Orchestra
- Aya Waska
- Mashrou' Leila
- Broukar

##### 20 juillet
- Lenny Kravitz
- Rodrigo y Gabriela
- Imany
- Irma
- C2C
- Orelsan
- 1995
- Theophilus London
- Ibrahim Maalouf
- Skip the Use
- Da Cruz
- Schnautzi
- Kaltehand / Natasha Waters
- Dope D.O.D.
- La Gale
- Cabadzi
- DAM
- Niyaz

##### 21 juillet
- Garbage
- Bloc Party
- The Kooks
- The Kills
- Bénabar
- Thomas Dutronc
- Agoria
- Avishai Cohen
- Balkan Beat Box
- Honey for Petzi
- Great Mountain Fire
- Monoski
- Widdershins
- Oxsa
- Charlotte Parfois
- GiedRé
- Airnadette
- Yémen Blues

##### 22 juillet
- David Guetta
- Roger Hodgson
- Maxime Vengerov
- Kev' Adams
- Balkan Beat Box
- 77 Bombay Street
- Addictive TV
- Tom Fire
- Rover
- Anna Aaron
- Ladylike Lily
- Mmmh!
- The Rebels of Tijuana
- The Phat Crew
- Les Tistics
- Egyptian Project
- Jack is dead

#### 2013
Le thème du Village du Monde est l'Océan Indien.

##### 23 juillet
- Neil Young et Crazy Horse
- Two Gallants
- Phoenix
- Sophie Hunger
- Alt-J
- Lou Doillon

##### 24 juillet
- Arctic Monkeys
- The Smashing Pumpkins
- Asaf Avidan
- Beach House
- Danko Jones
- The Bloody Beetroots

##### 25 juillet
- Dub Incorporation
- Santana
- Tryo
- Stupeflip
- Sigur Rós
- Kadebostany

##### 26 juillet
- Nick Cave and the Bad Seeds
- -M-
- Youssoupha
- Dizzee Rascal
- Keny Arkana

##### 27 juillet
- Blur
- BB Brunes
- Damien Saez
- Benjamin Biolay
- Kavinsky
- Oxmo Puccino

##### 28 juillet
- Patrick Bruel
- Bastian Baker
- Michaël Grégorio
- Raphael
- Paul Meyer

#### 2014
Le thème du Village du Monde est les Andes.

##### 22 juillet
- The Black Keys
- Thirty Seconds to Mars
- M.I.A.
- Jake Bugg
- Bastian Baker

##### 23 juillet
- Stromae
- Jack Johnson
- Fat Freddy's Drop
- Seasick Steve
- Cats on Trees
- Ky-Mani Marley
- Winston McAnuff

##### 24 juillet
- Elton John
- Zaz
- Grand Corps Malade
- La Rue Ketanou
- Lisa LeBlanc
- Klô Pelgag

##### 25 juillet
- The Prodigy
- Shaka Ponk
- Skip the Use
- Bernard Lavilliers
- Maxime Le Forestier
- Les Ogres de Barback
- Florent Marchet
- Carbon Airways

##### 26 juillet
- James Blunt
- Vanessa Paradis
- Julien Doré
- Kery James
- Casseurs Flowters
- Mr. Oizo
- Les Innocents

##### 27 juillet
- Placebo
- Woodkid
- Youssou N'Dour
- Détroit
- HollySiz
- The National
- Gautier Capuçon
- James Vincent McMorrow

#### 2015
Le festival a lieu du lundi 20 au dimanche 26 juillet 2015 (d'habitude il commence le mardi, cette année il dure un jour de plus). Le programme est annoncé officiellement le mardi 14 avril 2015 et la vente des billets débute le mercredi 22 avril à midi. Le thème du Village du Monde est l'Extrême-Orient.

##### 20 juillet
- Robbie Williams
- Caravan Palace
- Benjamin Clementine
- Santigold
- Gramatik
- Jeanne Added
- Explosion de Caca
- FlexFab

##### 21 juillet
- Kings of Leon
- The Script
- The Dø
- Madeon
- Cœur de Pirate
- Arno
- Izïa Higelin
- Triggerfinger

##### 22 juillet
- Sting
- Calogero
- Passenger
- Angus and Julia Stone
- Arthur H
- Étienne de Crécy
- EZ3kiel
- Luce et Mathieu Boogaerts
- Pierre Lapointe
- Hanggai

##### 23 juillet
- Johnny Hallyday
- Ben Harper & The Innocent Criminals
- Chinese Man
- Anthony B
- Mina Tindle
- Yaniss Odua
- Faada Freddy

##### 24 juillet
- 120 secondes
- Véronique Sanson
- Faithless
- Christine and the Queens
- Brodinski
- Nneka
- Malicorne
- Soviet Suprem
- Yat-Kha

##### 25 juillet
- Robert Plant
- Joan Baez
- Patti Smith
- Charlie Winston
- Soprano
- Siriusmo et Modeselektor
- Fauve
- Bigflo & Oli
- Guillaume Perret
- Jambinai

##### 26 juillet
- David Guetta
- Étienne Daho
- Yael Naim
- Kev Adams
- Baden Baden
- Olivia Pedroli
- Flavia Coelho

#### 2016
Le festival a lieu du mardi 19 au dimanche 24 juillet 2016. Le programme est annoncé officiellement le mardi 12 avril 2016 et la vente des billets débute le mercredi 20 avril à midi. Les thèmes du Village du Monde sont la Bretagne, les Cornouailles, l’Écosse, la Galice, l’Ile de Man, l’Irlande, le Pays de Galles et les Asturies.

##### 19 juillet
- Muse
- The Lumineers
- Courtney Barnett
- Boys Noize
- AaRON
- The rapparees

##### 20 juillet
- Iron Maiden
- Eluveitie
- The Raven Age
- Louise Attaque
- Synapson
- Carlos Nunez
- Red Hot Chilli Pipers
- Steve'n'Seagulls

##### 21 juillet
- Francis Cabrel
- Stéphane Eicher
- Massive Attack
- Birdy Nam Nam
- Marina Kaye
- Tiken Jah Fakoly
- Alex Beaupain
- Jain

##### 22 juillet
- Les Insus
- Bastille
- Lilly Wood and the Prick
- Giedré
- Balthazar
- Vianney
- Deluxe
- The Avener
- Caribbean Dandee : Joey Starr et Nathy
- Celtic Social Club

##### 23 juillet
- The Chemical Brothers
- Fakear
- The Shoes
- The Animen
- Alain Souchon et Laurent Voulzy
- Fréro Delavega
- Bigflo & Oli
- Abd Al Malik
- Guizmo
- Altan

##### 24 juillet
- Michel Polnareff
- Louane
- Thomas Dutronc
- Ibrahim Maalouf
- D'Jal
- Alan Stivell
- Sinfonietta de Lausanne
- Guillaume Perret
- Jambinai

#### 2017
Le festival a lieu du mardi 18 au dimanche 23 juillet 2017. Le programme est annoncé officiellement le mardi 28 mars 2017 et la vente des billets débute le mercredi 5 avril à midi. Le thème du Village du Monde est l’Amérique centrale.
Programmation complète :

##### 18 juillet
- Red Hot Chili Peppers
- Foals
- Kaleo
- The Inspector Cluzo
- Petit Biscuit

##### 19 juillet
- Arcade Fire
- Pixies
- Midnight Oil
- Temples
- Julien Doré
- Rone

##### 20 juillet
- Jamiroquai
- Justice
- Tryo
- Vianney
- MHD
- Vald

##### 21 juillet
- Macklemore et Ryan Lewis
- Black M
- Georgio
- Camille
- Rocky

##### 22 juillet
- Christophe Maé
- Renaud
- I Muvrini
- Broken Back
- Mat Bastard
- Vitalic

##### 23 juillet
- Manu Chao
- Imany
- Keny Arkana
- Michaël Gregorio
- Boulevard des airs
- Orchestre de chambre de Genève et ses tubes

#### 2018
Le festival a lieu du mardi 17 au dimanche 22 juillet 2018. Le programme est annoncé officiellement le mardi 20 mars 2018 et la vente des billets débute le mercredi 28 mars à midi. Le thème du Village du Monde est l’Europe du Sud.

##### 17 juillet
- Depeche Mode
- Kaleo
- Django Django
- Declan McKenna
- BICEP
- TXARANGO

##### 18 juillet
- The Killers
- MGMT
- Black Rebel Motorcycle Club
- Jain
- Vianney
- Eddy de Pretto
- Nina Kraviz
- Ana Moura

##### 19 juillet
- Gorillaz
- Emir Kusturica and The No Smoking Orchestra
- Ibeyi
- Nekfeu
- Lorenzo
- Feder
- Vinicio Capossela
- António Zambujo

##### 20 juillet
- Lenny Kravitz
- Nathaniel Rateliff & The night sweats
- Orelsan
- Roméo Elvis
- SOJA
- Havana meets Kingston
- Lo Còr de la Plana

##### 21 juillet
- Jamel Debbouze
- Suprême NTM
- Bigflo et Oli
- Bernard Lavilliers
- Feu! Chatterton
- Hungry 5
- Arnaud Rebotini
- Canzoniere grecanico salentino

##### 22 juillet
- Indochine
- Loïc Nottet
- Claudio Capéo
- Rilès
- Mario Batkovic
- Stabat Matter de Rossini
- A Filetta

#### 2019
Le festival a lieu du mardi 23 au dimanche 28 juillet 2019. Le programme est dévoilé le mardi 26 mars 2019 et la billetterie lancée le mercredi 3 avril 2019 à midi. Le Village du Monde met le cap sur les mystères du Québec.

### Années 2020

#### 2020 & 2021
Le festival devait avoir lieu du lundi 20 au dimanche 26 juillet 2020. Il est annulé et reporté en raison de la pandémie de Covid-19 en Suisse. Nommée 45e Parallèle, l'édition 2021 du festival n'aura pas non plus lieu.

#### 2022
La 45e édition a eu lieu du 19 au 24 juillet 2022.

##### 19 juillet
- Kiss (groupe américain)
- Dropkick Murphys
- Turnstile
- -M-
- La Femme

##### 20 juillet
- Sting
- Rag'n'Bone Man
- Metronomy
- Feu! Chatterton
- Fatoumata Diawara
- Suzane
- Bambino

##### 21 juillet
- Angèle (chanteuse)
- Francis Cabrel
- Roméo Elvis
- Dub Inc
- Third World
- Chilla
- Flèche Love

##### 22 juillet
- DJ Snake
- PNL (groupe)
- SCH (rappeur)
- Grand Corps Malade
- Juliette Armanet
- Mara
- Ascendant Vierge
- BARON.E

##### 23 juillet
- Orelsan
- Ninho
- Tryo
- Maxime Le Forestier
- Têtes Raides
- Gaël Faye
- Folamour
- Sopico

##### 24 juillet
- Stromae
- Meute (fanfare)
- Little Simz

#### 2023
La 46e édition a eu lieu du 18 au 23 juillet 2023.

##### 18 juillet
- Black Eyed Peas
- Louise Attaque
- Phoenix
- Interpol
- Sampa the Great
- Frank Carter & The Rattlesnakes
- NTO
- Lewis OfMan
- Tássia Reis

##### 19 juillet
- Rosalía
- Lomepal
- Sigur Rós
- Pomme
- Polo & Pan
- Pierre de Maere
- KT Gorique
- ØTTA
- Eloi
- BNegão

##### 20 juillet
- Placebo
- Shaka Ponk
- Alt-J
- Jain
- Kungs
- Nova Twins
- Ladaniva
- Daniel Avery
- Helena Hauff
- Emicida
- Bianca Costa

##### 21 juillet
- Martin Garrix
- Bigflo et Oli
- Josman
- Lorenzo
- Max Romeo
- La P'tite Fumée
- Mandidextrous
- Biga*Ranx
- Chico César

##### 22 juillet
- Aya Nakamura
- Damso
- Dinos
- Maxime Le Forestier
- Ibrahim Maalouf
- Imany
- Lous and the Yakuza
- Catu Diosis
- Yilian Cañizares
- FlexFab & Ziller Bas

##### 23 juillet
- Indochine
- Franz Ferdinand
- Adé
- Hervé
- Aliose
- Johan Papaconstantino
- Orchestre de chambre de Genève
- Partiboi69
- Braxe + Falcon

#### 2024[15]
La 47e édition aura lieu du 23 au 28 juillet 2024.

##### 23 juillet
- Burna Boy
- Sean Paul
- Meryl
- Maureen
- Aunty Rayzor
- Patti Smith
- Quartet
- Royal Blood
- Khruangbin
- Panic Shack
- Train Fantôme
- Yalla Miku
- Dubioza Kolektiv
- Dzambo Agusevi
- Orchestra
- Lalalar

##### 24 juillet
- Sam Smith
- Nile Rodgers & Chic
- Aurora
- Aime Simone
- Lucky Love
- Zaho de Sagazan
- Eddy de Pretto
- Miel de Montagne
- Clara Ysé
- Ariane Roy
- Worakls Orchestra
- 999999999
- Héctor Oaks
- Estella Boersma
- Orphia
- Božo Vrećo
- Haïdouti Orkestar
- Bohemian Betyars

##### 25 juillet
- Calogero
- Hoshi
- Nuit Incolore
- PLK
- Luidji
- Silance
- Julian Marley
- Soom T
- Sika Rlion
- Kin'gongolo Kiniata
- Vladimir Cauchemar
- Lens
- Kara
- Mollie Collins
- Sensu
- Boban Marković
- Marína Sátti
- Gaye Su Akyol

##### 26 juillet
- Gazo & Tiakola
- IAM
- Ziak
- Slimka
- Sirens of Lesbos
- Véronique Sanson
- Olivia Ruiz
- Julien Granel
- Saliah
- Ahadadream
- Lucie Antunes
- Tailor Jae
- Hirma
- Twende Pamoja
- Shkodra Elektronike
- Oratnitza
- Balkalar

##### 27 juillet
- Booba
- Rounhaa
- Yvnnis
- Alo Wala
- Lakna
- Major Lazer
- Soundsystem
- The Blaze
- Tomasa del Real
- Dj Lizz
- Bianca Oblivion
- Lateena & Bony Fly
- Caravan Palace
- Roshâni
- Shantel & Bucovina
- Club Soundsystem
- Oratnitza
- Balkan Taksim

##### 28 juillet
- Mika
- Gims
- Christophe Maé
- Tsew The Kid
- Kalika
- Pat Burgener
- Roberto Alagna & Friends
- Horsegirl non présente pourtant programmée
- TDJ
- Die Klar B2b Dj Kwamē
- Ugo2hell
- Goran Bregović
- Divanhana
- Gipsy Groove

#### 2025
La 48e édition aura lieu du 22 au 27 juillet 2025.